# Enlisted (computerspel)
Enlisted is een squad-based massively multiplayer online game (MMO) first-person shooter gebaseerd op de Tweede Wereldoorlog. Het spel is ontwikkeld door Darkflow Software en uitgegeven door Gaijin Entertainment. Het wordt exclusief uitgebracht op Xbox Series X en Series S. Op 2 maart 2021 ging de gesloten bèta live op de PlayStation 5. Op 8 april 2021 werd de game als open bètatest op pc uitgebracht.

## Gameplay
Enlisted is een online first-person schietspel op basis van squadrons waarin infanterie, cavalerie en de luchtmacht samen vechten op dezelfde kaart. Spelers besturen ofwel een team van 4-9 soldaten (vertegenwoordigd door een echte divisie van het leger van hun respectieve land, zoals de 1st Infantry Division) van verschillende rangen, uitgerust met wapens die onderverdeeld zijn in verschillende klassen zoals: geweren, machinepistolen, machinegeweren, sluipschuttersgeweren, mortieren, antitankwapens of vlammenwerpers en als alternatief kunnen spelers de bemanning van een tank of een jachtvliegtuig besturen (ten minste één van deze bemanningen moet worden geselecteerd voor gebruik in het menu). Spelers besturen een van de soldaten in hun squadron en kunnen bevelen geven en schakelen tussen de andere AI-soldaten in hun squadron. De squadrons, soldaten en wapens van de speler kunnen worden beheerd in het hoofdmenu, waar van squadron kan worden gewisseld en geüpgraded, nieuwe soldaten en wapens kunnen worden gekocht.
Spelers strijden op een grote map die gebaseerd is op de plaatsen waar grote veldslagen uit de Tweede Wereldoorlog hebben plaatsgevonden. In dit spel kan de speler spelen als soldaat van het oostfront en van het westfront. Afhankelijk van de map vechten spelers tegen elkaar in twee teams die de geallieerden en de centrale mogendheden vertegenwoordigen. De facties in dit spel zijn het Rode Leger, het Amerikaanse leger en de Wehrmacht (de Wehrmacht van elke campagne is een afzonderlijke factie). Bij de lancering bevat de game twee campagnes: Battle of Moscow en Invasion of Normandy. De Britse leger fractie, evenals de campagnes van de Slag om Tunesië en de Slag om Berlijn, zullen later in de ontwikkeling van het spel worden toegevoegd.

### Spelmodi
Vanaf de open bètaversie van deze game op de pc tot nu zijn er twee matchmaking-opties en twee spelmodi.
Matchmaking opties
SquadsStandaard matchmaking, waarbij alle squadrons tegelijk spawnen.
Lone FightersAangepaste matchmaking, waarbij spelers niet met de rest van hun squadrons spawnen, hoewel ze de soort soldaten uit squadrons kunnen selecteren. Als een soldaat wordt gedood, is dit personage voor de rest van de wedstrijd niet meer beschikbaar is ter compensatie wordt het aantal spawns verhoogd. Deze gamemode wordt pas ontgrendeld op campagneniveau 3.
Een tutorial en een schietbaan zijn enkel in singleplayermodus beschikbaar.
Spelmodi
DominatieBeide teams vechten om drie controlepunten op een kaart te controleren. Elk team wordt vertegenwoordigd door een gekleurde balk die langzaam opschuift zolang het vijandelijke team twee of meer punten onder controle heeft. De wedstrijd eindigt wanneer de balk van een team volledig leeg is.
AanvalDe geallieerden proberen een reeks controlepunten op een grote kaart aan te vallen en te controleren, terwijl de Centrale Mogendheden alle punten proberen te verdedigen. Als de Centrale Mogendheden een punt verliezen, moeten ze zich terugtrekken naar een volgend punt. De geallieerden zijn beperkt tot 1000 soldaten (inclusief AI-soldaten). De wedstrijd eindigt wanneer de geallieerden geen mankracht meer hebben of de Centrale Mogendheden al hun controlepunten verloren hebben.

## Ontwikkeling
Gaijin Entertainment en Darkflow Software hebben de game in 2016 voor het aangekondigd als een crowdfunding gefinancierde titel. Er zijn twee campagnes beschikbaar waarvan een gericht op de Slag om Moskou en de andere op de invasie van Normandië. Andere campagnes zullen worden ontgrendeld als hun respectieve financieringsdoelen werden bereikt. De game werd geadverteerd als een first person shooter gemaakt door de fans, voor de fans en dat de fans directe input zullen hebben op het project, in zaken zoals campagnes, gamemodes en zelfs welke platforms de game zouden ondersteunen. De eerste openbare speeltest vond plaats in april 2020 op pc. In november 2020 werd "ray-traced global illumination and DLSS" aan het spel toegevoegd.

## Release
Op E3 van 2018 heeft Microsoft bevestigd dat dit spel zou worden uitgebracht op de Xbox en deel zou uitmaken van de Xbox Game Preview voor dat jaar. De eerste openbare speeltest vond plaats in april 2020 op de pc en in oktober van hetzelfde jaar kondigde Microsoft aan dat Enlisted deel zou uitmaken van de Xbox Series X/S lancering en exclusief beschikbaar ging zijn op de Xbox. Nvidia bevestigde de pc-release van de game. Op 8 april 2021 werd de game op pc uitgebracht als een open bètatest.